# سالم الحماد
سالم عبد الله حمود الحماد العازمي  (1934 - 2015) نائب سابق في مجلس الأمة الكويتي.

## السيرة البرلمانية
فاز سالم الحماد في انتخابات مجلس الامة الكويتي عن دائرة السالمية سنة 1975 محققا المركز الأول بعدد اصوات 1159 صوت  وترشح في عام 1981 وحقق المركز الأول بعدد اصوات 350 صوت وترشح في مجلس 1985 وحقق المركز الأول بعدد اصوات 747 صوت وفي عام 1992 في الدائرة 12 السالمية حقق المركز الثاني بعدد اصوات 605 صوت وفي عام 1996 لم يحالفة الحظ وحل بالمركز الثالث وفي عام 1999 حقق المركز الثاني بعدد اصوات 1645 وفي عام 2003 حقق المركز الثاني بعدد اصوات 1029 صوت وفي عام 2006 حقق المركز السادس بعدد اصوات 1301 ولم يترشح بعد ذلك.